# Ocicat
Ocicat [osiket] je plemeno kočky domácí charakteristické svým vzhledem připomínajícím ocelota a přítulnou nekonfliktní povahou.

## Původ a historie
Toto plemeno vzniklo náhodou, kdy americká chovatelka Virginie Dalyová zkřížila kocoura habešského plemene se siamskou kočkou s tmavohnědými odznaky. Kočka narozená těmto rodičům měla v roce 1965 koťata se siamským kocourem s čokoládovými odznaky. Jedním z těchto koťat byla velká, slonovinová kočka s jasně zlatými tečkami, která dostala jméno Tonga a jednalo se o první kočku označenou ocicat (podle její podobnosti s ocelotem). Její rodiče měli posléze další vrh, ve kterém se koťata ocicat objevila. Roku 1986 byl ocicat v USA uznán jako samostatné plemeno. Do Evropy pronikli ocicati v devadesátých letech 20. století a v České republice se první chovný pár objevil v roce 2000.

## Popis
Jednotlivci dosahují hmotnosti od tří do sedmi kilogramů, přičemž kocouři jsou mnohem větší nežli kočky. Hlava má klínovitý tvar. Čenich je široký. Oči jsou velké, lehce zešikmené, mandlového tvaru, umístěny poměrně daleko od sebe, jejich barva je měděná, modrozelená, oříšková, zelená a žlutá. Uši jsou velké a vzpřímené, u hlavy široké, se zakulacenou špičkou. Tělo je statné, pokryté krátkou, hladkou a lesklou srstí. Chlupy mají charakteristické střídání světlých a tmavých proužků; stejně barevně zakončené chlupy tvoří od sebe oddělené tečky. Barva srsti je kaštanově hnědá, čokoládová, skořicová, modrá, lila a plavá s tečkováním. Nohy jsou dlouhé a svalnaté. Ocas je dlouhý, ke špičce se zužující.

## Charakter
Ocicati jsou aktivní kočky milující pohyb. Rády si hrají a snadno se cvičí, takže bez problémů snáší chůzi na vodítku. Mají společenskou povahu, proto rády tráví svůj čas v přítomnosti pána. Vychází se psy, často se zapojují do jejich her, dokáží také aportovat. S dětmi se snáší velmi dobře, rády si s nimi hrají. Nesnáší samotu, proto je dobré chovat je spolu s jinými zvířaty. Jsou přítulné a mazlivé, nejsou to však „gaučové typy“.

## Péče
Srst koček tohoto plemene nevyžaduje speciální péči, stačí ji občas vykartáčovat. Protože jsou ocicati aktivní tvorové, měli by mít k dispozici dostatečné místo pro pohyb. Pokud chovatel nemá zahradu či jiný vhodný výběh, je třeba zajistit kočce alespoň vycházky na vodítku.